# 水塘镇 (新平县)
水塘镇，是中华人民共和国云南省玉溪市新平彝族傣族自治县下辖的一个镇。

## 行政区划
水塘镇下辖以下地区：
水塘社区、现刀村、波村、大口村、南达村、旧哈村、拉博村、帮迈村和金厂村。